# Japansk sångare
Japansk sångare (Phylloscopus xanthodryas) är en nyligen urskiljd östasiatisk fågelart i familjen lövsångare inom ordningen tättingar, tidigare behandlad som en del av nordsångaren (Phylloscopus borealis).

## Kännetecken

### Utseende
Japansk sångare är en medelstor (11-13 cm) lövsångare, mycket lik nordsångaren som den tidigare ansågs vara en del av. Den japanska sångaren är dock grönare ovan, med bredare och gulare vingband. Undersidan är mer gulaktig, framför allt på flankerna, och buken vitare. Den har även längre vingar.

### Läten
Fågeln lockar med ett strömstarelikt "dzeet", djupare än nordsångarens. Sången har samma rytm som nordsångarens, men är mjukare och ökar i ljudstyrka, i engelsk litteratur beskriven som "jup chorichori chorichori, chi-chirra chi-chirra chi-chirra, ji-ji-ro, ji-ji-ro.

## Utbredning och systematik
Japansk sångare häckar i Japan på Honshu, Shikoku och Kyushu. Dess övervintringsområde är oklart men tros flytta till Taiwan, Filippinerna, Borneo, Java och lokalt österut till Moluckerna. Arten har även påträffats i Thailand.

### Artstatus
Tidigare betraktades den tillsammans med kamtjatkasångaren (P. examinandus) som en del av nordsångaren (P. borealis), men DNA-studier visar att de skildes åt för mellan 1,9 och 3,0 miljoner år sedan och skiljer sig tydligt åt i läten och mindre utsträckning i utseende.

### Släktestillhörighet
DNA-studier visar att släktet Phylloscopus är parafyletiskt gentemot Seicercus. Dels är ett stort antal Phylloscopus-arter närmare släkt med Seicercus-arterna än med andra Phylloscopus (däribland japansk sångare), dels är inte heller arterna i Seicercus varandras närmaste släktingar. Olika taxonomiska auktoriteter har löst detta på olika sätt. De flesta expanderar numera Phylloscopus till att omfatta hela familjen lövsångare, vilket är den hållning som följs här. Andra flyttar bland andra japansk sångare till ett expanderat Seicercus.

### Familjetillhörighet
Lövsångarna behandlades tidigare som en del av den stora familjen sångare (Sylviidae). Genetiska studier har dock visat att sångarna inte är varandras närmaste släktingar. Istället är de en del av en klad som även omfattar timalior, lärkor, bulbyler, stjärtmesar och svalor. Idag delas därför Sylviidae upp i ett antal familjer, däribland Phylloscopidae. Lövsångarnas närmaste släktingar är familjerna cettior (Cettiidae), stjärtmesar (Aegithalidae) samt den nyligen urskilda afrikanska familjen hylior (Hyliidae).

## Levnadssätt
Till skillnad från både kamtjatkasångare och nordsångare som vanligen påträffas i lövskog på lägre nivåer förekommer japansk sångare nästan uteslutande i högre terräng, huvudsakligen över 1500 meters höjd upp 2500 meter. Den ses i barrskog med inslag av björk, men även i ren björkskog där denna förekommer nära trädgränsen.

## Status och hot
Arten har ett stort utbredningsområde och en stor population med stabil utveckling och tros inte vara utsatt för något substantiellt hot. Utifrån dessa kriterier kategoriserar internationella naturvårdsunionen IUCN arten som livskraftig (LC).